# 윌리엄 셜리
윌리엄 셜리(William Shirley, 1694년 12월 2일 - 1771년 3월 24일)는 매사추세츠 만 직할 식민지의 총독을 지낸 영국령 아메리카 식민지의 행정 책임자이다. 또한 1760년대에는 바하마 총독에 취임했다. 조지 왕 전쟁 때 뉴잉글랜드의 민병대를 소집하여 군사원정 계획의 경험을 쌓았다. 1745년 루이스버그 전투는 그의 이름을 일약 드높였다. 또한 프렌치 인디언 전쟁에서도 군사적으로 중요한 역할을 하였으며, 짧은 기간 동안 북아메리카 식민지 총사령관 임무를 수행하였다.
셜리는 매사추세츠를 둘러싼 미국 식민지와 본국 사이의 어려운 문제를 교묘하게 이용하여, 매사추세츠의 주지사로는 가장 긴 임기를 맡았다. 윌리엄 존슨 경과의 군사 관계의 갈등과 그의 후임 토마스 파월의 정치적 책략에 의해 결국 해임되었고, 만년에는 바하마의 총독으로 부임한 후 매사추세츠로 다시 돌아와 사망했다.

## 어린 시절
윌리엄 셜리는 1694년 12월 2일 아버지 윌리엄과 어머니 엘리자베스 갓먼의 아들로, 잉글랜드 왕국의 이스트 서식스에 있는 프레스턴 장원에서 탄생했다. 캠브리지 대학의 펨브록 대학에서 배운 후 런던에 있는 이너 템플에서 법조 업무에 종사하였다. 1717년에 할아버지가 죽고, 오트홀(Ote Hall)과 함께 일부 기금을 상속받아 런던에서 서기직을 구입했다. 같은 무렵 프란시스 바커와 결혼하여 많은 자녀를 가졌다. 1720년에는 법정 변호사로 개업을 했다. 셜리가 상속받은 유산의 액수는 상당했지만(약 1만 파운드), 사치스러운 생활을 했기 때문에 1721년의 불경기로는 자금난을 겪었다. 8명의 아이를 가진 대가족이며, 셜리는 북아메리카 식민지에서 일자리를 얻을 필요에 직면했다. 결혼하여 제1대 뉴캐슬 공작 토머스 펠럼홀스 및 연고 관계가 있으며, 이 펠럼홀스가 셜리의 그 후의 생활을 밀어 주었다. 펠럼홀스와 기타 소개장을 무기로 1731년에 셜리는 보스턴에 도착했다.
보스턴 도착 직후에 그가 한 일은 검사관 일과 뉴잉글랜드에서 변호사의 일이었다. 1741년에는 매사추세츠와 로드아일랜드의 경계 논쟁에 참여하여 위원직을 맡았다.